# Adrian Grbić
Adrian Grbić (Bécs, 1996. augusztus 4. –) osztrák válogatott labdarúgó, a Luzern játékosa.

## Pályafutása

### Klubcsapatokban
A Wiener Viktoria után a Rapid Wien, majd a VfB Stuttgart korosztályos csapataiban is megfordult. 2015. augusztus 15-én debütált a VfB Stuttgart II csapatában a Sonnenhof Großaspach elleni bajnoki találkozón. 2016 nyarán az osztrák Floridsdorfer csapatához szerződött. A következő nyáron az Rheindorf Altach csapatához szerződött 2019 júniusáig szóló szerződést aláírva. Július 23-án góllal mutatkozott be az Austria Wien ellen. A 2019-20-as idény előtt igazolt a francia Clermont Foot csapatához, ahol 26 bajnoki mérkőzésen 17 gólt szerzett. 2020. július 8-án a Lorient csapata szerződtette öt évre. Augusztus 23-án mutatkozott be góllal az RC Strasbourg elleni élvonalbeli bajnoki találkozón. 2022. január 11-én a szezon további részére kölcsönbe került a holland Vitesse csapatához. 2023. január 31-én a Valenciennes vette kölcsönben a szezon végéig. 2024. február 6-án kölcsönbe csatlakozott a svájci Luzern csapatához, amelynek vételi opciója lett a szerződtetésére. Augusztus 31-én élt opciójával a svájci klub és 2027. június 30-ig szóló szerződést kötöttek.

### A válogatottban
Részt vett a 2013-as U17-es labdarúgó-Európa-bajnokságon és az U17-es labdarúgó-világbajnokságon és a 2015-ös U19-es labdarúgó-Európa-bajnokság, valamint a 2019-es U21-es labdarúgó-Európa-bajnokságon. 2020. szeptember 4-én mutatkozott be a felnőtt válogatottban a Norvégia elleni UEFA Nemzetek Ligája találkozó 79. percében Michael Gregoritsch cseréjeként. Október 7-én első gólját is megszerezte a Görögország ellen 2–1-re megnyert barátságos mérkőzésen.

## Statisztika

### Válogatott
2021. március 31-én frissítve.
| Ausztria | Ausztria        | Ausztria |
| Év       | Pályára lépések | Gólok    |
| -------- | --------------- | -------- |
| 2020     | 7               | 4        |
| 2021     | 2               | 0        |
| Összesen | 9               | 4        |

### Góljai a válogatottban
| #  | Dátum              | Helyszín                                  | Ellenfél       | Gól | Eredmény | Verseny              |
| -- | ------------------ | ----------------------------------------- | -------------- | --- | -------- | -------------------- |
| 1. | 2020. október 7.   | Wörthersee Stadion, Klagenfurt, Ausztria  | Görögország    | 1–1 | 2–1      | Barátságos mérkőzés  |
| 2. | 2020. november 11. | Stade Josy Barthel, Luxembourg, Luxemburg | Luxemburg      | 2–0 | 3–0      | Barátságos mérkőzés  |
| 3. | 2020. november 15. | Ernst Happel Stadion, Bécs, Ausztria      | Észak-Írország | 2–1 | 2–1      | UEFA Nemzetek Ligája |
| 4. | 2020. november 18. | Ernst Happel Stadion, Bécs, Ausztria      | Norvégia       | 1–1 | 1–1      | UEFA Nemzetek Ligája |